# Carrionia panamensis
Carrionia panamensis är en insektsart som beskrevs av O'brien 1987. Carrionia panamensis ingår i släktet Carrionia och familjen Lophopidae. Inga underarter finns listade i Catalogue of Life.